# Tingena epichalca
Tingena epichalca är en fjärilsart som först beskrevs av Edward Meyrick 1886a.  Tingena epichalca ingår i släktet Tingena och familjen praktmalar. Inga underarter finns listade i Catalogue of Life.